# Nikos Gkikas
Nikolaos Gkikas, detto Nikos (in greco Νικόλαος "Νίκος" Γκίκας?; Atene, 22 novembre 1990), è un cestista greco.

## Palmarès
- Coppa di Grecia: 1

AEK Atene: 2019-20